# Karlskoga högre allmänna läroverk
Karlskoga högre allmänna läroverk var ett läroverk i Karlskoga verksamt från 1906 till 1968. I dag hyser byggnaderna högstadieskolan Bregårdsskolan.

## Historia
Skolan bildades som Karlskoga realskola 1906, var kommunal mellanskola från 1910 till 1930 och påbörjade 1928 omvandling till samrealskola som sedan även hade ett kommunalt gymnasium från 1944.
En ny skolbyggnad invigdes 8 maj 1958.
1955 blev skolan Karlskoga högre allmänna läroverk. Skolan kommunaliserades 1966 och namnändrades då till Bregårdsskolans Gymnasium. Studentexamen gavs från 1947 till 1968 och realexamen från 1911 till 1970.

## Rektorslängd
| Ämbetstid | Namn                     | Levnadstid |
| --------- | ------------------------ | ---------- |
| 1912–???? | Hilding Lenander         | 1877–1958  |
| 1943–1959 | Thure Götharson          | 1893–1961  |
| 1959–???? | Karl-Gustav Thorstensson | 1917–2007  |